# Copper Canyon, Texas
Copper Canyon là một thị trấn thuộc quận Denton, tiểu bang Texas, Hoa Kỳ. Năm 2010, dân số của thị trấn này là 1334 người.

## Dân số
- Dân số năm 2000: 1216 người.
- Dân số năm 2010: 1334 người.